# Leopold Prinz zu Schaumburg-Lippe
Leopold Friedrich Alexander Wilhelm Eduard Prinz zu Schaumburg-Lippe tschechisch Leopold, princ ze Schaumburg-Lippe (geboren am 21. Februar 1910 auf Schloss Náchod; gestorben am 25. Januar 2006 in Bad Waldsee) war ein deutscher Maschinenbauingenieur und Eisenbahner. Während des Zweiten Weltkriegs wurde er aufgrund des Heimtückegesetzes zu einer Freiheitsstrafe verurteilt; aus heute nicht mehr bekannten Gründen wurde er zudem einer Zwangssterilisation unterzogen. Er entstammte einer Nebenlinie des Hauses Schaumburg-Lippe, das bis 1918 die regierenden Fürsten im Fürstentum Schaumburg-Lippe gestellt hatte.

## Leben

### Jugend und Ausbildung
Leopold Prinz zu Schaumburg-Lippe wurde 1910 als erster Sohn von Prinz Friedrich zu Schaumburg-Lippe und dessen zweiter Frau, Prinzessin Antoinette von Anhalt, im damals zu Österreich-Ungarn gehörenden Náchod in Ostböhmen geboren; die Herrschaft Nachod war seit 1842 im Besitz des Hauses Schaumburg-Lippe. Zu seinem Vater, den er nach dem Ende der Habsburgermonarchie und wegen dessen Erlebnissen im Ersten Weltkrieg als unnahbar, verbittert und geizig erlebte, hatte er ein schlechtes Verhältnis. Gemeinsam mit seinem zwei Jahre jüngeren Bruder Wilhelm absolvierte er seine Gymnasialausbildung in Dessau, der Heimatstadt seiner Mutter. Da er aus der ersten Ehe seines Vaters bereits ältere Geschwister, darunter den Bruder Christian (1898–1974) hatte, bestand für ihn keine Aussicht auf eine Nachfolge in den Nachoder Besitzungen.
Frühzeitig entwickelte Prinz zu Schaumburg-Lippe Interesse für die Eisenbahn und für Lokomotiven und entschied sich – in der damaligen Zeit für ein Mitglied des Hochadels und eines ehemals regierenden Hauses eher ungewöhnlich – für ein Studium des Maschinenbaus an der Technischen Hochschule Dresden. Im Mai 1937 legte er in Dresden die Diplomprüfung als Maschinenbauingenieur mit der Note „Gut“ ab.

### Berufseinstieg bei der Reichsbahn
Nach dem Studium trat Prinz zu Schaumburg-Lippe den Vorbereitungsdienst zur höheren maschinentechnischen Laufbahn bei der Deutschen Reichsbahn (DR) an. Während des Vorbereitungsdienstes war er in Dresden, Dessau, Chemnitz, München, Meißen und Berlin beschäftigt, zuletzt am Reichsbahn-Zentralamt (RZA) im Dezernat für Lokomotivbetrieb und -versuchswesen unter Hans Nordmann. Wegen einer Erkrankung beantragte er eine Verschiebung des für Ende 1939 vorgesehenen Staatsexamens, wurde jedoch von der Reichsbahndirektion Dresden daraufhin aus dem Vorbereitungsdienst entlassen. Das RZA stellte ihn schließlich als Angestellten ein, wobei ihm die Aufgabe der Katalogisierung und leistungstechnischen Bewertung der infolge der diversen Annexionen und Eroberungen des Dritten Reichs seit 1938 in den Bestand der Reichsbahn übernommenen Lokomotiven anderer Bahnverwaltungen übertragen wurde. Innerhalb des RZA wurde er damit zum Experten für den ausgesprochen heterogenen Lokomotivpark fremder Herkunft. Zudem war er an der Entwicklung der Kriegslokomotiven der DR-Baureihe 52 beteiligt. Ein von ihm erstelltes Gutachten mit der Forderung nach einer Erweiterung des Programms der Einheitsdampflokomotiven um eine für Züge auf steigungs- und krümmungsreichen Strecken besser geeignete Schnellzuglokomotive der Achsfolge 1’D2’ (Berkshire) wurde auf Betreiben des Reichsverkehrsministeriums unter Verschluss gehalten, da darin zu deutlich die bisherige Arbeit des RZA und des Bauartdezernenten Richard Paul Wagner kritisiert worden war.

### Verfolgung durch den NS-Staat
Anfang Juni 1942 kommentierte er den Tod des RSHA-Chefs Reinhard Heydrich durch das auf diesen verübte Attentat gegenüber Kollegen mit den Worten „Höchste Zeit, dass das Schwein endlich tot ist.“ Diese Äußerung wurde von einem Denunzianten der Gestapo angezeigt, woraufhin Prinz zu Schaumburg-Lippe im Juli 1942 von der Reichsbahn entlassen und für längere Zeit in Untersuchungshaft kam. Im Januar 1943 wurde er wegen Vergehens gegen das Heimtückegesetz zu einer Freiheitsstrafe von einem Jahr und neun Monaten verurteilt, die nach einiger Zeit aufgrund einer freiwilligen Meldung zum Fronteinsatz ausgesetzt wurde. Nach Andreas Knipping ist das relativ milde Urteil – vergleichbare Äußerungen hatten anderen Menschen das KZ oder gar die Todesstrafe eingebracht – eventuell auf diskrete Fürsprecher an höherer Stelle zurückzuführen. Durch seine Herkunft war Schaumburg-Lippe mit vielen hochrangigen Beamten und Funktionären bekannt, so hatte er bspw. 1934 gemeinsam mit seiner Mutter den damaligen Reichsverkehrsminister Paul von Eltz-Rübenach in seiner Dienstwohnung besucht. Dieser hatte ihm ein Gespräch mit dem Ministerialrat im Reichsverkehrsministerium, Erich Klausener, vermittelt, das am 30. Juni 1934 stattfand. Nachdem Prinz zu Schaumburg-Lippe Klauseners Zimmer verlassen hatte, begegnete er auf der Treppe zwei Männern der SS bzw. des SD mit gezogenen Pistolen, die Klausener kurz darauf im Zuge der Röhm-Affäre in seinem Büro ermordeten. Seine Haltung zum Dritten Reich war spätestens seit diesem Erlebnis ablehnend, ohne dass er sich später Kreisen des Widerstands anschloss.
Seine Herkunft machte Prinz zu Schaumburg-Lippe wiederum auch Probleme und hatte ihm unter Reichsbahnern auch Neider und Gegner verschafft. Häufige Dienstreisen in das Protektorat Böhmen und Mähren brachten ihm zudem den Vorwurf zu großer „Tschechenfreundlichkeit“ ein. Generell betrachtete er die Leistungen der Eisenbahner in den annektierten Ländern unvoreingenommen. Während seiner Zeit im RZA war der Sonderzug von Adolf Hitler, der mit zwei neuen Stromlinienlokomotiven der DR-Baureihe 03.10 bespannt war, aufgrund von Dampfmangel auf der Westbahn kurz nach der Abfahrt in Wien im Wienerwald liegengeblieben. Prinz zu Schaumburg-Lippe sorgte daraufhin gemeinsam mit Nordmann dafür, dass die Stromlinienlokomotiven mit ihren wenig elastischen Kesseln Wagnerscher Bauart auf der Westbahn durch besser geeignete Maschinen der PKP-Baureihe Pt31 ersetzt wurden, die die Reichsbahn 1939 nach dem Überfall auf Polen übernommen hatte. Die von der Reichsbahn als Baureihe 19.1 eingeordneten Pt31 waren nur geringfügig stärker als die 03.10, besaßen aber wesentlich elastischere Kessel.
Während der Zeit der Untersuchungshaft wurde Prinz zu Schaumburg-Lippe einer Zwangssterilisierung unterzogen, was erst nach seinem Tod bekannt wurde. Die genauen Hintergründe dieser Maßnahme sind nicht mehr klar. Knipping nimmt an, dass hier das große Misstrauen der Nationalsozialisten gegenüber dem Hohen Adel, wie es bspw. auch im Prinzenerlass deutlich wurde, eine auslösende Ursache war.
Ab Mitte 1943 diente Prinz zu Schaumburg-Lippe als einfacher Panzerschütze in der Wehrmacht. Ein Versuch, über Adolph Giesl-Gieslingen eine Beschäftigung in der Wiener Lokomotivfabrik Floridsdorf (WLF) zu erhalten, führte zu keinem Ergebnis. Aufgrund einer Herzerkrankung als Haftfolge verbrachte er zunächst ein Jahr im Lazarett in Bad Altheide im Landkreis Glatz. Dort erarbeitete er einen Entwurf für die fehlende Bahnverbindung von Schnellau (vor 1936 Schlaney, seit 1945 Słone) über den Grenzfluss Metau nach Běloves (Bielowes). Erst 1945 kam er zum Kriegseinsatz und geriet schließlich an der Ostfront in Sowjetische Kriegsgefangenschaft, die er teilweise im ehemaligen KZ Auschwitz verbrachte. Er wurde jedoch noch 1945 wieder entlassen. Zunächst lebte Prinz zu Schaumburg-Lippe bei seinen Eltern, die nach Kriegsende im Juni 1945 enteignet und aus Náchod über die Grenze in das nahe Sackisch (polnisch Zakrze) im vormaligen Landkreis Glatz abgeschoben worden waren, das infolge des Zweiten Weltkriegs 1945 mit dem größten Teil Schlesiens an Polen gefallen war. Dort starb der Vater am 12. Dezember 1945. Danach durfte Prinz zu Schaumburg-Lippe zusammen mit seiner Mutter und seiner Schwester nach Nachod zurückkehren. Zudem wollte er die tschechoslowakische Staatsangehörigkeit beantragen. Da das Schloss Nachod bereits durch die tschechoslowakischen Behörden enteignet war, wollte er sich in dem unweit gelegenen Žernov niederlassen. Beides wurde zwar von den örtlichen Behörden befürwortet, jedoch vom Nationalausschuss abgelehnt. Stattdessen wurde er in das Vertriebenen-Sammellager für Deutsche in Meziměstí (Halbstadt) eingewiesen, von wo er vier Monate später nach Bayern vertrieben wurde.

### Nach dem Krieg

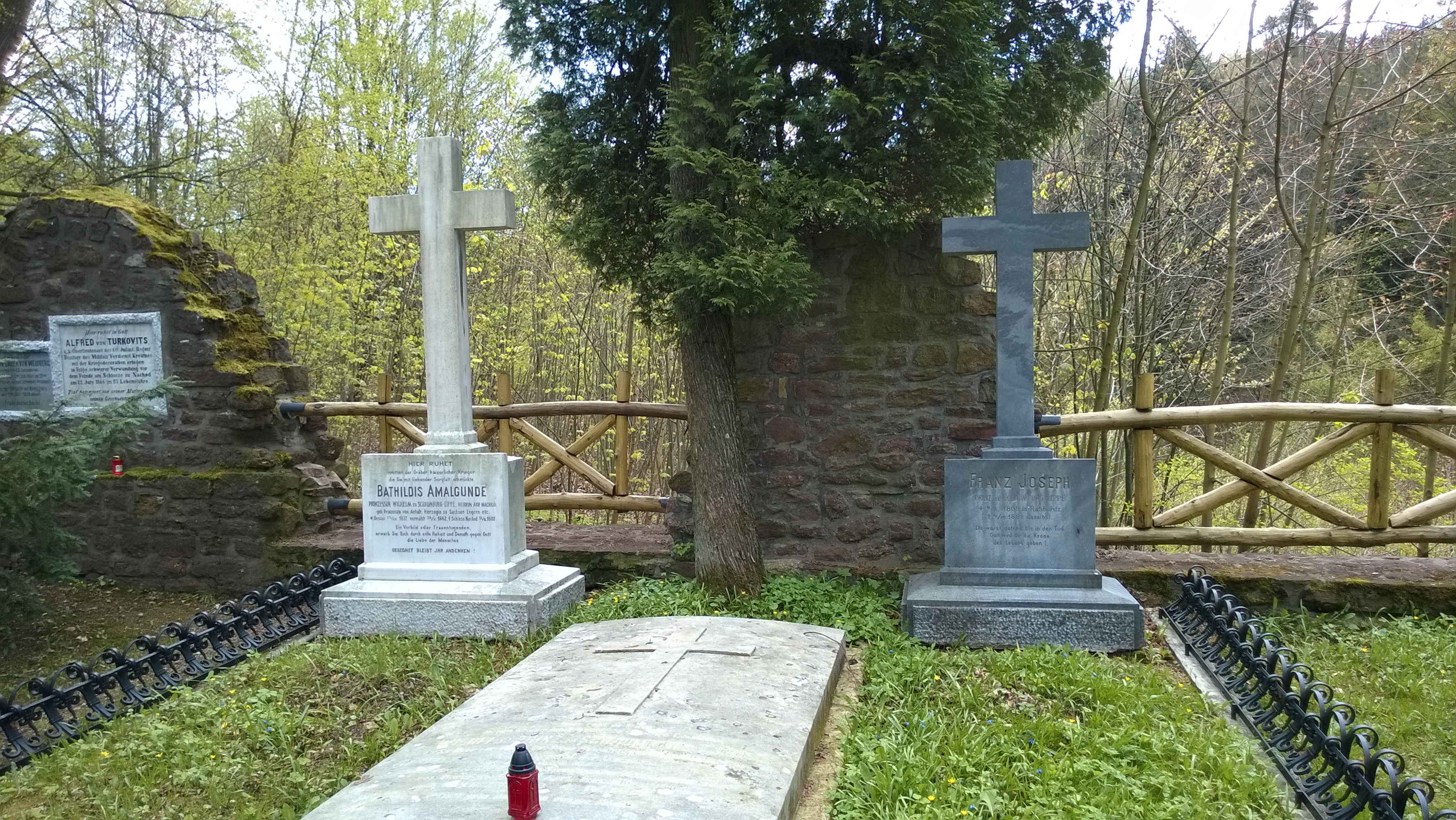
Familiengrab in Náchod

Im November 1946 trat Prinz zu Schaumburg-Lippe wieder in den Dienst der Reichsbahn beim inzwischen in Göttingen angesiedelten RZA. 1950 zog das zum Bundesbahn-Zentralamt (BZA) gewordene Amt nach Minden in Westfalen um. Prinz zu Schaumburg-Lippe, der beim BZA mit ihm feindlich gesonnenen Kollegen aus der Vorkriegszeit zu tun hatte, verließ das Amt 1952 und wechselte nach Bielefeld zur Generalbetriebsleitung West der Deutschen Bundesbahn (DB). Ab 1955 war er bei der Bundesbahndirektion Nürnberg tätig. 1959 wechselte er zur Bundesbahndirektion Kassel, wo er ab 1966 Dezernent für Maschinendienst war. Ein Jahr zuvor war er zum Bundesbahnoberrat befördert worden. 1971 wurde er Bundesbahndirektor und trat schließlich 1972 in den Ruhestand, in dem er sich weiter mit historischen und aktuellen Eisenbahnthemen befasste und gelegentlich Fachartikel publizierte.
Nach der Samtenen Revolution besuchte Prinz zu Schaumburg-Lippe ab 1990 mehrfach seinen Geburtsort Náchod und weitere Stätten seiner Kindheit. Im August 2004 nahm er an den Feierlichkeiten zum 140-jährigen Bestehen der evangelischen Kirche in Šonov, teil, die 1864 von seinem Großvater Wilhelm zu Schaumburg-Lippe gebaut und finanziert worden war. Kurz vor seinem Tod zog er von München, wo er seit 1972 seinen Ruhestand verbracht hatte, in ein Pflegeheim nach Bad Waldsee. Dort verstarb er am 25. Januar 2006. Entsprechend seinem Wunsch wurde die Urne mit seinen sterblichen Überresten am 8. April 2006 an der Seite seines Vaters am Friedhof am weißen Kreuz, der 1866 von seinem Großvater Wilhelm zu Schaumburg-Lippe für die Opfer des Deutschen Kriegs angelegt worden war, beim Schloss Náchod beigesetzt.

## Veröffentlichungen
- Verschlußsache. Der große Vierkuppler. Projekt für die 1’D2’-Einheitslok – eine geheim gehaltene Expertise. In: Lok Magazin 3/97, S. 43–52